# Nikolai Kinski
Nanhoï Nikolai Kinski (Parigi, 30 luglio 1976) è un attore francese naturalizzato statunitense.

## Biografia
Figlio dell'attore Klaus Kinski e della sua terza moglie, Geneviève Minhoi Loanic, modella vietnamita, è fratellastro delle attrici Nastassja Kinski e Pola Kinski.
Nikolai Kinski è nato in Francia, ma è cresciuto in California negli Stati Uniti. Attualmente risiede in Germania, a Berlino. È stato l'unico dei tre figli a partecipare al funerale del padre Klaus, le cui ceneri furono poi sparse nell'oceano Pacifico.

## Carriera
Il primo importante ruolo di Nikolai Kinski fu accanto al padre Klaus nel film Kinski Paganini (1989). Ha frequentato la Scuola di Teatro dell'Università della California di Los Angeles e da allora ha recitato in una serie di film in lingua tedesca, dopo aver imparato a parlare correntemente il tedesco in meno di due anni. Successivamente ha recitato nel film Æon Flux - Il futuro ha inizio (2005), accanto a Charlize Theron, per la regia di Karyn Kusama. Nel 2006 ha vinto il Romy Award nella categoria Best Newcomer.

## Filmografia parziale

### Cinema
- Kinski Paganini, regia di Klaus Kinski (1989)
- Jamila, regia di Monica Teuber (1994)
- West Coast, regia di Joshua Davis (2000)
- Tortilla Soup, regia di Maria Ripoll (2001)
- The Devil Who Called Himself God, regia di Dmitriy Astrakhan (2002)
- Dirty Sky, regia di Andy Bausch e Claude-Oliver Rudolph (2003)
- Connecting Dots, regia di Alon Aranya (2003)
- Æon Flux - Il futuro ha inizio (Æon Flux), regia di Karyn Kusama (2005)
- Klimt, regia di Raúl Ruiz (2006)
- Rohtenburg, regia di Martin Weisz (2006)
- Fay Grim, regia di Hal Hartley (2006)
- La contessa (The Countess), regia di Julie Delpy (2009)
- Die zwei Leben des Daniel Shore (2009)
- Yves Saint Laurent, regia di Jalil Lespert (2014)
- Point Break, regia di Ericson Core (2015)
- The Loner, regia di Daniel Grove (2016)
- Il destino di un soldato (The Yellow Birds), regia di Alexandre Moors (2017)
- Addio, signor Haffmann (Adieu Monsieur Haffmann), regia di Fred Cavayé (2021)

### Televisione
- Untreu, regia di Rainer Matsutani – film TV (2004)
- Kein Himmel über Afrika, regia di Roland Suso Richter – film TV (2005)
- Tatort – serie TV, 2 episodi (2005)
- Giganten – serie TV, un episodio (2007)
- Krupp – Eine deutsche Familie – serie TV, 2 serie TV (2009)
- Squadra Speciale Vienna (SOKO Donau) – serie TV, un episodio (2009)
- Maria di Nazaret – miniserie TV (2012)
- Götz von Berlichingen, regia di Carlo Rola – film TV (2014)
- Berlin Station – serie TV, 6 episodi (2019)
- Barbari (Barbaren) – serie TV (2020)
- Vikings: Valhalla – serie TV (2023-2024)
- Masters of the Air - miniserie TV, 9 episodi (2024)

## Doppiatori italiani
Nelle versioni in italiano delle opere in cui ha recitato, Nikolai Kinski è stato doppiato da:
- Marco Baroni in Æon Flux - Il futuro ha inizio
- Stefano Onofri in Klimt
- Edoardo Stoppacciaro in Yves Saint Laurent
- Marco Rasori in Point Break
- Alessandro Conte in Vikings: Valhalla